# دلگر مورون
دلگر مورون (به لاتین: Delger mörön) یک رود در مغولستان است که در استان خووسگول واقع شده‌است.